# Kancamagus
Kancamagus (prononcé « KH-ah-MAW-gus», « l’intrépide »), était un sachem du peuple des Pennacooks. Il fut le troisième et dernier sachem de la confédération Pennacooks, une tribu amérindienne. Neveu de Wonalancet et petit-fils de Passaconaway, Kancamagus a dirigé ce qui est maintenant le Sud du New Hampshire. Lassé de la lutte contre les colons anglais, comme dans le raid sur Dover (en), il a décidé en 1691 de se déplacer vers le Nord du New Hampshire et ensuite demeurer dans ce qui est maintenant le Québec. 

## Hommages
Le mont Kancamagus (1 146 m) et le col Kancamagus, dans le New Hampshire, portent aujourd'hui son nom.